# Comturist
Comturist è stato il nome dei negozi di lusso per valuta forte presenti nella Repubblica Socialista di Romania e gestiti dal Ministero del turismo. Dopo la rivoluzione del 1989, tali negozi divennero obsoleti e furono venduti all'asta nel 1991 a commercianti privati. Il marchio Comturist è presente ancora oggi come una catena di duty-free.
Nel 1977 erano attivi circa 200 negozi Comturist soprattutto nelle grandi città e nelle località turistiche del paese. I Comturist offrivano quei prodotti che non potevano essere venduti all'interno dell'economia socialista romena, tra cui le importazioni dall'Europa occidentale, Nord America e Giappone che comprendevano alcolici, tabacco, profumi, scarpe, vestiti, radio, televisori, calcolatrici e negli anni ottanta anche i personal computer. Venivano venduti anche souvenir romeni di alta qualità come pelli di pecora e montone, prodotti artigianali, abiti tradizionali e registrazioni di musica folkloristica.
Originariamente i negozi Comturist erano riservati ai visitatori stranieri e per accedervi era necessario mostrare il passaporto, ma negli anni ottanta furono cambiati i requisiti, permettendo l'accesso a qualunque cliente in possesso di valuta forte straniera (tale possesso doveva essere dichiarato e doveva esser stato ottenuto solamente dal lavoro svolto in occidente o tramite le rimesse di parenti all'estero).
Oggi la Comturist SA, è un'azienda privata posseduta dagli ex imprenditori comunisti nata nel settembre del 1990 che ha comprato il resto della vecchia catena comunista nelle aste del marzo 1991. Dal 2004, Comturist è quotata alla Borsa di Bucarest.